# Louise von Strantz
Louise von Strantz, geb. von Tippelskirch (* 2. März 1823 in Düsseldorf; † 8. Januar 1909 in Berlin) war eine deutsche Sängerin, Pianistin und Komponistin.

## Leben
Louise von Strantz war die Tochter des preußischen Generalleutnants Ernst Ludwig von Tippelskirch. Verheiratet war sie seit 1842 mit Adolf Gustav von Strantz (* 19. Juni 1809; † 17. März 1873).
Sie erhielt Klavierunterricht beim Berliner Organisten Carl Eduard Pax und Gesangsunterricht zunächst bei Constanze Blank, später bei Friedrich Wilhelm Jähns.

## Werke
- Maiblüthen-Walzer
- Schneeflocken-Walzer
- Flora-Polka
- Prinz Friedrich-Marsch
- Victoria-Walzer
- Wilhelm-Marsch
- Hubertusburger Friedens-Marsch
- Berliner Einzugs-Marsch
- Klage dem Liebchen
- Wiegenlied: „Schlaf ein, schlaf ein“
- Kantate: „Des Kaiser’s Ruh’ schütz’ Vater Du“
- Kaiser-König-Marsch
- Dell-Era-Walzer